# 卡希雅尼乌帕齐拉
卡希雅尼乌帕齐拉 (Kashiani Upazila) 是孟加拉国达卡专区戈巴尔甘尼县的一个乌帕齐拉。位於北緯23.2167度，東經89.7000度。總面積達299.64平方公里。根據2011年孟加拉國人口普查卡希雅尼乌帕齐拉有46,335戶家庭和207,615人，其中2.6％居住在城市地區。10.6％的人口年齡在5歲以下。識字率（7歲及以上）為59.2％，而全國平均水平為51.8％。